# Трьохсвятське
Трьохсвя́тське (рос. Трёхсвятское) — село у складі Дмитровського міського округу Московської області, Росія.

## Населення
Населення — 39 осіб (2010; 29 у 2002).
Національний склад (станом на 2002 рік):
- росіяни — 97 %